# Strömling
Strömling (Telestes souffia), en karpfisk som finns i Centraleuropa.

## Utseende
En avlång fisk med blåaktig ovansida, ljus undersida, ett mörkt mittfält samt en gulaktig mittlinje med svarta kanter. I samband med parningen blir det mörka mittfältet blårött. Den enda ryggfenan har 2 till 3 taggstrålar och 7 till 9 mjukstrålar, medan analfenan har 3 taggstrålar och 9 till 10 mjukstrålar. Nosen är avrundad till trubbig, och når framför munnen. Som mest kan arten bli 25 cm lång.

## Vanor
Strömlingen är en stimfisk som lever i floder och andra vattendrag med medelsnabb ström, klart vatten och grusbotten. Födan består av insektslarver och alger. I bergsområden kan den gå upp till 2 000 m.

### Fortplantning
Arten blir könsmogen vid 3 års ålder. Lekperioden varar fån mars till maj när temperaturen når över 12°C; den sker i snabbt rinnande vatten med grusbotten.

## Utbredning
Utbredningsområdet omfattar floder som rinner ut i Medelhavet som Aude och Var i Frankrike och Schweiz, samt Hérault, Soca i Italien och Slovenien, Rhens översta lopp, Donau och övre Tisza i Rumänien och Ukraina.

## Betydelse för människan
Strömlingen anses ha utmärkt kött; trots detta fiskas den endast i mindre omfattning. Även om populationen i stort är klassificerad som livskraftig ("LC") av IUCN, är den lokalt hotad genom dammutbyggnad.